# Rebirth (álbum de Pain)
Rebirth es el segundo álbum de la banda sueca de metal industrial Pain. Fue lanzado en 2000 por la disquera sueca Stockholm Records.

## Lista de canciones
1. «Supersonic Bitch»
2. «End Of The Line»
3. «Breathing In Breathing Out»
4. «Delusions»
5. «Suicide Machine»
6. «Parallel To Ecstacy»
7. «On And On»
8. «12:42»
9. «Crashed»
10. «Dark Fields Of Pain»
11. «She Whipped»